# Marcus Olsson
Marcus Jonas Munuhe Olsson (Gävle, 17 de mayo de 1988) es un futbolista sueco. Juega de centrocampista en el Halmstads BK de la Allsvenskan de Suecia.
Es hermano gemelo del también futbolista Martin Olsson.

## Trayectoria
Marcus comenzó su carrera jugando para el Högaborgs BK. En 2008 firmó un contrato con el Halmstad BK, aunque recibió ofertas del Helsingborgs IF y el Landskrona BoIS.
En el año 2012 fichó para el Blackburn Rovers de la Premier League.

## Selección nacional
Jugó dos veces con la selección absoluta de Suecia en 2012, pero, como los partidos fueron de carácter amistoso, todavía tiene la opción de cambiar su elegibilidad en favor de la selección de Kenia, donde es oriunda su madre.